# 에드워드 우즈

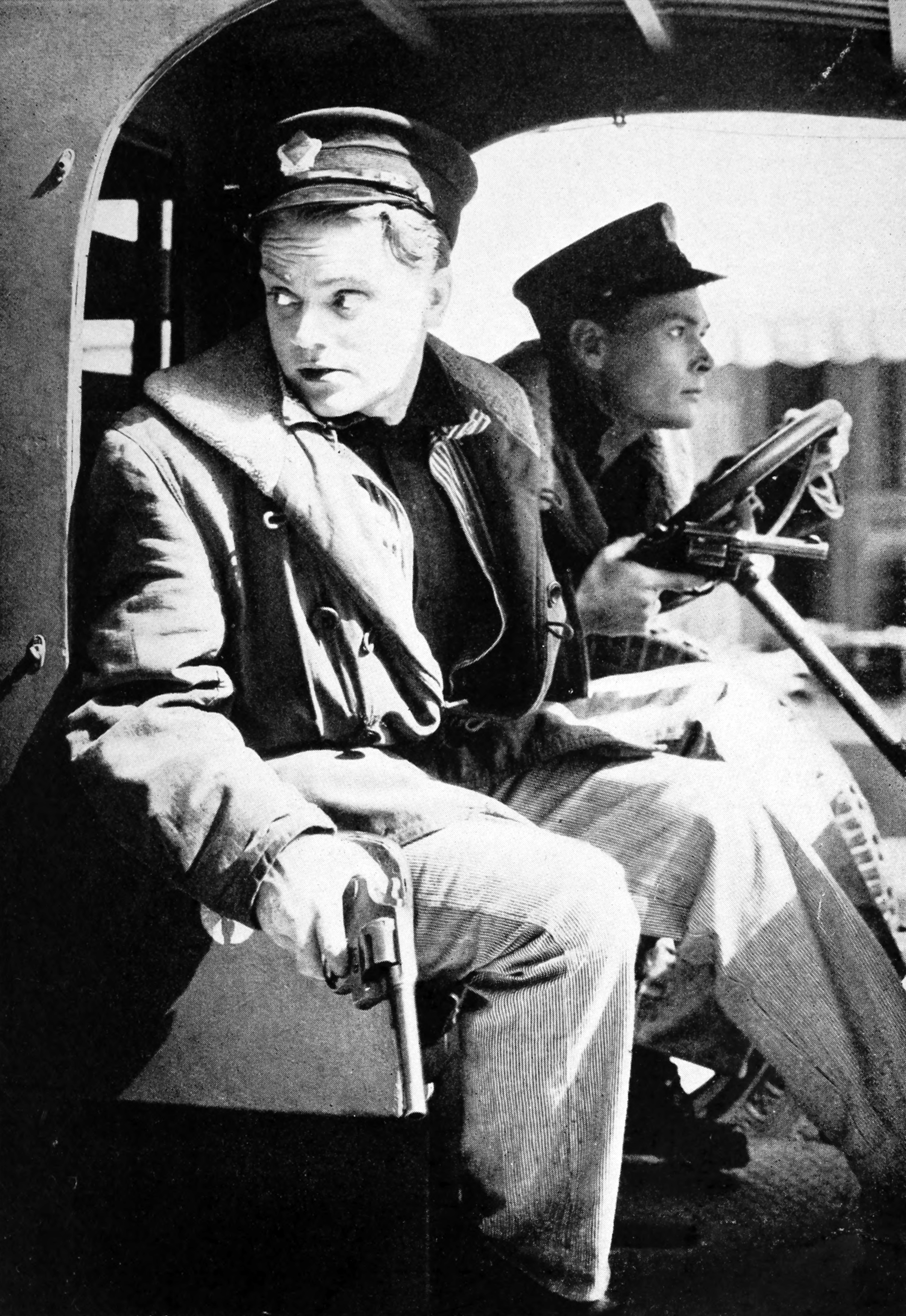

에드워드 우즈(Edward Woods, 1903년 7월 5일 ~ 1989년 10월 8일)는 미국의 연극 배우, 영화배우이다.
솔트레이크시티에서 사망하였다. 사인은 질병이다.

## 영화
- 8시 석찬 (1933년)
- 로컬 보이 메이키스 굿 (1931년)
- 공공의 적 (1931년)